# حسینیه کلوان
حسینیه کلوان مربوط به دوره قاجار است و در نائین، محله کلوان واقع شده و این اثر در تاریخ ۲۵ خرداد ۱۳۸۱ با شمارهٔ ثبت ۵۸۸۶ به‌عنوان یکی از آثار ملی ایران به ثبت رسیده است.